# Hiram Boateng
Hiram Kojo Kwarteng Boateng (London, Anglia, 1996. január 8. –) angol labdarúgó, aki jelenleg a Crystal Palace-ban játszik, középpályásként.

## Pályafutása

### Crystal Palace
Boateng London Wandsworth kerületében született és nyolcévesen csatlakozott a Crystal Palace ifiakadémiájához. 2013. január 15-én, egy Stoke City elleni FA Kupa-meccsen mutatkozott be az első csapatban. A 2012/13-as szezon végén megválasztották az év legjobb ifijének a csapatnál. 2013 decemberében ismét bekerült az első csapat keretébe, Kagisho Dikgacoi és Stuart O'Keefe sérülései miatt. December 26-án csereként nevezték az Aston Villa ellen, de játéklehetőséget nem kapott. 2014. január 4-én, a West Bromwich Albion elleni fA Kupa-meccsen másodjára is pályára léphetett a Palace-ban.
2014. február 7-én a Crawley Town egy hónapra kölcsönvette Boatenget. Március 4-én, egy Stevenage elleni találkozón debütált. Három nappal később április 5-ig meghosszabbította kölcsönszerződését. Miután visszatért a Crystal Palace-hoz, aláírta első profi szerződését a csapattal. Bár a 2014/15-ös szezon előtt a felkészülési meccseken tagja volt az első csapatnak, tétmeccseken továbbra sem számoltak vele, de az idény végén új, 2017-ig szóló szerződést kötöttek vele.
2015. július 23-án január 2-ig kölcsönadták a Plymouth Argyle-nak. Egy sérülés miatt a vártnál hamarabb vissza kellett térnie a Crystal Palace-hoz, ahol 2016. február 6-án lejátszhatta pályafutása első Premier League-meccsét, csereként beállva a Swansea City ellen. Március 23-án a szezon végéig visszatért a Plymouth-hoz.

## Válogatott pályafutása
Boateng ghánai szülők gyermekeként született Londonban, így ghánai és brit útlevéllel is rendelkezik. Ez azt jelenti, hogy a ghánai és az angol válogatottban is szerepelhet a későbbiekben.